# Waldoboro
Waldoboro est une ville du comté de Lincoln, situé dans le Maine, aux États-Unis. 

## Démographie
Lors du recensement de 2010, sa population s’élevait à 5 075 habitants. Waldoboro a été incorporé en 1773 et a développé une réputation de construction navale et d’installation portuaire à l'embouchure de la rivière Medomak.

## Historique
D’abord appelé Broad Bay, le village a été colonisé entre 1733 et 1740, mais a subi une attaque dévastatrice par des Amérindiens alliés à la Nouvelle-France pendant la guerre du roi George. Des maisons ont été incendiées et des habitants tués ou emportés en captivité. Les survivants se sont réfugiés dans vers la colonie voisine de Fort Saint-Georges rebaptisé Pemaquid. La paix revient avec le traité d’Aix-la-Chapelle en 1748. 
En 1752-1753, Samuel Waldo, fils du général Jonathan Waldo, visite l’Allemagne et recrute environ 1 500 immigrants qu'il installe à Waldoboro. Le 29 juin 1773, le canton a été incorporé sous le nom de Waldoborough, du nom du propriétaire initial.
Waldoboro devint le siège du comté de Lincoln en 1786, mais la désignation allait passer à Wiscasset en 1880. La construction navale était l’activité principale, avec huit grands navires construits en 1880. Au cours du XIXe siècle, le Maine est devenu célèbre pour ses grands centres de construction navale.

## Géographie
Selon le Bureau du recensement des États-Unis, la ville a une superficie totale de 78,86 milles carrés (204,25 km2), dont 71,50 milles carrés (185,18 km2) de terres et 7,36 milles carrés (19,06 km2) d’eau. 